# Liptena girthii
Liptena girthii är en fjärilsart som beskrevs av Herman Dewitz 1886. Liptena girthii ingår i släktet Liptena och familjen juvelvingar. Inga underarter finns listade i Catalogue of Life.